# Историја Швајцарске
Швајцарска, или како је званично позната, Хелветска конфедерација, представља можда и најбољи пример развоја федералних односа на тлу Европе. Познато је да је Швајцарска данас савезна држава, састављена од чувених кантона. До установљавања данашњег уређења, Швајцарска је прешла дуг пут.

## Рана историја

### Праисторија
Археолошки докази сугеришу да су ловци-сакупљачи већ били насељени у низинама северно од Алпа у средњем палеолитском периоду пре 150.000 година. До неолитског периода подручје је било релативно густо насељено. У плитким деловима многих језера пронађени су остаци сојеница из бронзаног доба из чак 3800. године пре нове ере. Око 1500. п. н. е. на том подручју су се населила келтска племена. Рети су живели у источним регионима, док су запад запосели Хелвети.
Жена која је умрла око 200. п. н. е. пронађена је сахрањена у изрезбареном стаблу дрвета током грађевинског пројекта у школском комплексу Керн, марта 2017. године у Асерсилу. Археолози су открили да је имала приближно 40 година када је умрла и да је вероватно обављала мало физичког рада док је била жива. Код те жене су такође откривени капут од овчје коже, ланац за појас, отмена хаљина од вуне, шал и привезак од стаклених и јантарних перли.

## Конфедерација
Порекло Швајцарске лежи у одбрамбеном савезу из 1291. године, када су три пракантона (Швиц – који је и дао име савезу, Ури и Унтервалден) практично формирали конфедерацију. Треба напоменути да су ови кантони били формално и номинално део Немачког царства још дужи временски период, али је њихова фактичка самосталност неспорна.
Уговор којим је основан овај савез-конфедерација на немачком носи име Bundesbrief, а преводи се као Федерална повеља, што указује на то да је карактер овог савеза већ тада био озбиљнији и трајнији. Отуда се овај савез назива и Вечитим савезом. Циљ формирања је, слично грчким конфедералним творевинама (види Ахајски савез), био војно-одбрамбени јер су Хабзбурзи представљали сталну претњу овим територијама.
Своју војну улогу савез је одиграо успешно јер се током 14. века ослободио како Хабзбурговаца тако и сизеранства Немачког царства. Од победе 1499. године над немачким царем Максимилијаном I савез стиче потпуну самосталност, засновану на афирмисаној војној снази и принципу неутралности. Савез стално расте тако да почетком 16. века већ броји 13 кантона и одређени број зависних подручја која још нису била добила статус кантона.
Унутрашње уређење Швајцарске конфедерације у овом периоду је следеће: врховни орган је Диет, скупштина савеза, која се састајала повремено и у различитим местима. Кантони су слали различит број представника, обично са везаним мандатом, а сваки кантон је имао по један глас.
Следећи важан корак ка централизацији је тај што Цирих преузима неформалну улогу директоријалног кантона који је задужен за сазивање скупштина, представљање савеза према иностранству и друга мање битна питања. Цирих ипак остаје само primus inter pares (први међу једнаким), што значи да није дошло до јачања супрематије федералне државе.
Битно је и следеће – за одлучивање се захтевала једногласност која је генерално могла да води у неефикасан рад. Иако су швајцарски кантони у начелу били сложни, ово је теоријски велика мана са становишта федерализма. Даље, кантони су одлуке Диета спроводили сами, преко својих органа. Никавих органа конфедерације по кантонима није било, па тиме ни некакве заједничке јурисдикције. Ово опет доводи до тога да су чланице заправо биле суверене. Историјски гледано, систем је функционисао услед тога што су кантони спроводили само оне одлуке за које су гласали (услед једногласности). Формално гледано, није било могућности да се то принудно спроведе.
На унутрашњу сувереност кантона указује и шаренило уређења у њима, као и одсуство униформности закона. Није било федералног устава са којим би кантони усаглашавали своје законодавство. Једино изнад биле су одлуке Диета, за које су и сами кантони гласали. Пренесено гледајући, могло би се рећи и да су их сами и донели, те сувереност чак кантона и ту остаје неокрњена. Спољни послови су били практично једина ствар где је сувереност кантона била ограничена.

## Наполеоново доба
Овакав систем остаје на снази све до бурног Наполеоновог доба. Швајцарска је иако верски подељена избегла унутрашње сукобе у време Реформације и Тридесетогодишњег рата. Стална константа овог периода остају конфедерализам (који је фактички ако не и формално све више ублажаван), јака самосвојност кантона и републиканско уређење.
После пада под Наполеонову власт 1798. године, Швајцарска добија свој први устав, којим је уведена Хелветска Република. Конфедерално уређење је било укинуто и држава је постала унитарна, а кантони су постали обичне административне јединице. Овај потез је наишао на снажан унутрашњи отпор, али треба приметити да то указује на то да је Швајцарска сматрана у Европи као једна целина. Конфедерација је овде временом губила међународноправна својства, што је процес који траје готово од самог оснивања.
Већ 1802. године овај устав је замењен новим који је ублажио унитарни режим. У самој Швајцарској трају сукоби у схватањима између унитариста и федералиста што Наполеон користи да донесе тзв. Посредничке акте којима уводи федерално уређење, са неким конфедералним елементима и великим овлашћењима кантона. Систем није стигао да се покаже у пракси. Године 1815, после Бечког конгреса Швајцарска добија своју физиономију са 22 кантона и конфедерално уређење. Кантони скалпају кратки Федерални пакт од само петнаестак чланова, који супротно имену враћа јако конфедерално уређење. Слаб Диет је једини орган, а централна власт је сасвим безначајна. Ово је био увод у даље сукобе који су окончани 1848. године доношењем федералног устава.

## Федерација
Прелазак Швајцарске у федерално уређење обележен је краткотрајним грађанским ратом и новим уставом. Године 1847, католички кантони формирају свој сопствени чвршћи савез, у намери да се одвоје од протестантских кантона. То доводи до грађанског рата, који је био краткотрајан и са мало жртава (погинуло је мање од 100 људи) али је био довољан знак да је потребно јачање државног уређења. Победа политичке струје која се залагала за опстанак федерације доноси 1848. г. Устав којим је забрањено свако даље формирање савеза на нижем нивоу.
Устав из 1848. године створио је основ федералног уређења, које ће се даље развијати кроз уставне реформе 1874. и 1999. године, као и низа других мањих уставних измена и амандмана.
Тако ће бити створена у свету јединствена федерација са скупштинским (конвентским) системом власти и најширом применом средстава непосредне демократије.